# Fallout: New Vegas
Fallout: New Vegas is een RPG-spel in de Fallout-serie, ontwikkeld door Obsidian Entertainment. Het spel is sinds 19 oktober 2010 in Noord-Amerika verkrijgbaar en vanaf 22 oktober 2010 lag hij ook in Europa in de winkels. 
Fallout: New Vegas is geen direct vervolg op Fallout 3 en bevat een nieuwe verhaallijn. Het verhaal speelt zich af drie jaar na het verhaal van Fallout 3 en biedt een soortgelijke role-playing ervaring.

## Speelwereld
Fallout: New Vegas speelt zich af in het jaar 2281, vier jaar na Fallout 3 en 204 jaar na de Grote Oorlog van 2077. Het spel speelt zich af in het post-apocalyptische Las Vegas, Nevada en de Mojavewoestijn. In tegenstelling tot andere steden in de Fallout serie, werd Vegas niet rechtstreeks getroffen door de nucleaire aanval. De gebouwen zijn grotendeels intact gebleven en mutatie van de bewoners is minimaal. 
De stad is verdeeld tussen verschillende facties, onder andere The New California Republic (NCR), Caesar's Legion, de mysterieuze Mr. House, de eigenaar van New Vegas en de facties van New Vegas zelf. Er zijn verschillende monumenten opgenomen in de speelwereld van Fallout: New Vegas. Onder meer de Hoover Dam en de Helios 1 zonne-energie installaties.

## Verhaallijn
De game plaatst de speler in de rol van een koerier. De koerier, met de opdracht een pakketje met onbekende inhoud af te leveren, wordt bewusteloos teruggevonden in een ondiep graf door de robot 'Victor', nadat de koerier in het hoofd geschoten is door "Benny" en een paar huurlingen. De koerier wordt behandeld voor zijn verwondingen door een lokale arts, Doc Mitchell. Daarna kan de speler aan de slag met het maken van een personage (het kiezen van vaardigheden en attributen, opgeven van de naam, geslacht en leeftijd, maar ook de vormgeving van het uiterlijk). Na afloop bedankt de koerier Doc Mitchell en trekt de woestijn weer in voor onderzoek naar de moordaanslag en het vinden van het gestolen pakketje. Hiervoor zal de speelwereld echter goed verkend moeten worden. Na het opsporen van Benny en het pakketje wordt de speler benaderd door een lid van Caesar's Legion, een boodschapper van de ambassadeur van de NCR (hiervoor werd de speler benaderd Door Mr. House). Er is ook een mogelijkheid om Benny's plan over te nemen door zijn robot (Yes Man) hierover te vragen, Yes Man is namelijk zo geprogrammeerd dat hij heel aardig en meegaand is (het uitschakelen van Benny is tevens een optie). Het einde van het spel is hierdoor voor elke individuele speler anders.

## Gameplay
Obsidian Entertainment presenteert nieuwe functies en verbeteringen in Fallout: New Vegas, die ten uitvoer worden gelegd op het fundament van Fallout 3. 

### Combat en wapens
De Vault-Tec Assisted Targeting System, of V.A.T.S, zal de speler de mogelijkheid bieden om nieuwe speciale aanvallen te gebruiken. Tevens heeft Obsidian Entertainment de mogelijkheid geboden realistischer te kunnen mikken, namelijk via het vizier dat op de wapens is gemonteerd. Een aantal wapens zijn direct overgenomen uit Fallout 3, maar over het algemeen beschikt de speler over een tal van nieuwe wapens, die tevens naar eigen smaak aangepast kunnen worden, door middel van zogenaamde mods, oftewel modificaties zoals grotere magazijnen, dempers, en scopes. Deze mods kunnen in verscheidene winkels verspreid in het Wasteland gekocht worden.

### Reputatie en dialoog
De hoeveelheid aan facties dwong de ontwikkelaars om het reputatie systeem dat afwezig was in Fallout 3 opnieuw in te voeren. De reputatie heeft veel invloed op de houding van facties tegenover de speler. Reputatie weerspiegelt de gevolgen van gemaakte keuzes in de wereld. De beschikbaarheid van de dialoog opties met NPC's zijn gebaseerd op vaardigheden, reputatie en karma. Vaardigheden hebben een groter effect op de keuzemogelijkheden tijdens een conversatie. Het passeren of falen van een bepaalde meningsuiting is afhankelijk van het vaardigheidslevel en berust niet zozeer op geluk, zoals in Fallout 3.

### Metgezellen
Het gedrag en de opdrachten van een volger worden sneller en duidelijker zichtbaar gemaakt met behulp van het nieuwe 'Companion Wheel'. In Fallout 3 moest men nog een dialoogmenu openen, om dit te kunnen zien. Het nieuwe Companion Wheel biedt de mogelijkheid om opdrachten te geven door het selecteren van commando's die worden gepresenteerd in een overzichtelijk cirkelvormig menu. Voorbeelden van commando's zijn, onder meer het opzetten en veranderen van de tactiek, het standaard gedrag jegens vijanden en het gebruik laten maken van de beschikbare middelen die de gezondheid van je volger laat stijgen.

### Hardcore Mode
Een optionele modus, Hardcore Mode, levert een gevoel van realisme en intensiteit in de gaming-omgeving. De moeilijkheidsgraad wordt nog hoger en moedigt de spelers aan doeltreffende strategieën en zorgvuldige overwegingen in het beheer van de middelen toe te passen. De volgende functies zijn voor de hardcore-modus aangepast:
- Stimpaks en andere genezingsmiddelen werken niet meteen maar geleidelijk.
- Genezing van kreupele ledematen vereist een Doctor's Bag, een dokter of slapen in een bed waar de speler eigenaar van is.
- Munitie zal gewicht hebben.
- De speler moet regelmatig drinken, eten en slapen. Doet hij/zij dat niet, dan zal de speler uiteindelijk sterven aan uitdroging, verhongering en/of slaapgebrek.
- Metgezellen kunnen sterven.

De modus is aan het begin van de game te kiezen, met de melding dat deze op ieder moment uitgezet kan worden. Als de speler New Vegas uitspeelt met Hardcore Mode ingeschakeld dan ontgrendelt het een achievement/trophy.

## Muziek
Inon Zur componeerde de soundtrack van het spel. Er is ook muziek uit Fallout 1 en 2 hergebruikt. 

## Verzamelaarseditie
In 2010 verscheen een verzamelaarseditie voor alle platformen, met daarin pokerchips van de diverse casino's, een spel kaarten, de gebonden striproman All Roads en een dvd over de totstandkoming van het spel.

## Ontvangst
| Beoordeeld door                         | Jaar | Platform      | Score |
| --------------------------------------- | ---- | ------------- | ----- |
| We Got This Covered                     | 2010 | Xbox 360      | 90%   |
| Meristation                             | 2010 | Windows       | 90%   |
| GameStar (Duitsland)                    | 2010 | Windows       | 88%   |
| Jeuxvideo.com                           | 2010 | Windows       | 85%   |
| CPU Gamer                               | 2010 | Windows       | 85%   |
| PC Games (Duitsland)                    | 2010 | Windows       | 84%   |
| Thunderbolt Games                       | 2010 | PlayStation 3 | 80%   |
| Jeuxvideo.fr                            | 2010 | Windows       | 70%   |
| GNT - Generation Nouvelles Technologies | 2010 | PlayStation 3 | 70%   |
| newbreview.com                          | 2010 | Windows       | 40%   |